# Тахкикат-и арк-и Бухара
«Тахкикат-и арк-и Бухара» (перс. تحقيقات ارك بخارا‎ — «Исследования о Бухарском Арке») — историческое сочинение узбекского историка Саййид Мухаммад Насира ибн Музаффара; является первой в XX веке специальной работой посвящённой Бухарскому Арку, одному из древнейших археологических памятников Узбекистана.
Трактат написан в 1921 году на персидском языке, дошло до наших дней в единственном рукописном экземпляре. Полное название сочинения — «Тахкикат-и арк-и Бухара ва салатин ва умара» (перс. تحقيقات ارك بخارا وسلاطين وامراء‎ — «Исследования о Бухарском Арке, а также о его султанах и амирах»).
Перевод трактата на русский язык осуществлён со стороны Санджара Гуломова, старшего научного сотрудника Института востоковедения имени Абу Райхана Бируни Академии наук Республики Узбекистан, перевод на узбекский язык осуществлён со стороны Гулома Каримова старшего научного сотрудника этого же института.
Рукопись написана чёрными чернилами на 42 листах по 11 строк почерком насталик с регулярными кустодами на бумаге кокандского производства. Название сочинения, заглавие или же начальные слова заглавий, а также вводные слова как ал-кисса (рассказ), ши’р (стих) написаны красными чернилами. Переплёт осуществлён в турецком стиле переплёта литографированных изданий — дерматиновое покрытие тёмно-зелёного цвета с орнаментным тиснением.
Особенностью данного сочинения является то, что автор старался использовать в нём знаки препинания, которые не были свойственны для арабографического рукописного текста того периода. Он использовал точку в конце предложений. Но иногда, в ходе перечислений личных имён, вместо запятой он так же проставил точки.

## История

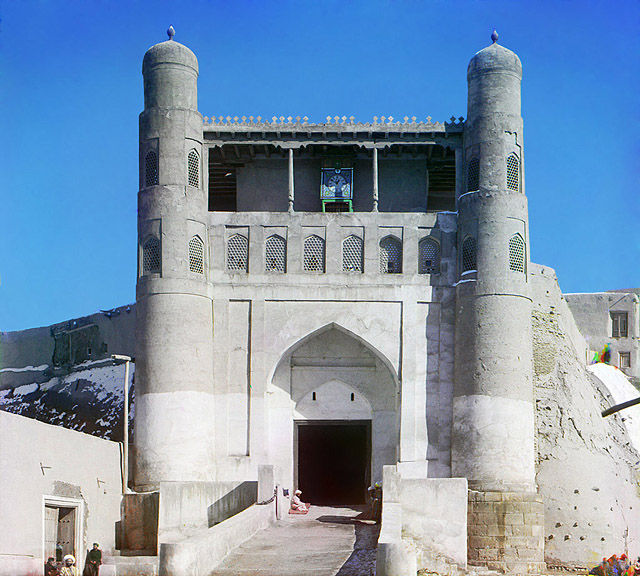
Парадный въезд в цитадель. Фотография С. М. Прокудина-Горского, 1909 год

После создания Бухарской народной республики Саййид Мухаммад Насир стал членом «Исторического общества» («Анджуман-и тарих»), учреждённого правительством республики. Саййид Мухаммад Насир отмечал, что в состав этого общества входило семь человек, но, перечисляя его членов, почему-то он упоминает имена только шестерых, включая себя.
Одной из задач этого общества являлось проведение исследования по истории Бухарского Арка. Из предисловия «Тахкикат-и арк-и Бухара» явствует, что «после рассмотрения и обсуждения» написание отдельного трактата об Арке было возложено на Саййид Мухаммад Насира.
Трактат был переписан в 1921—1922 годы, возможно, вскоре после завершения. Сохранившая в единственном экземпляре рукопись произведения, которая ныне хранится в Институте востоковедения Академии наук Республики Узбекистан, в своё время по указанию Фитрата была передана в Бухарскую Центральную библиотеку.
Рукопись впервые была описана и введена в научный оборот В. В. Бартольдом в его работе «Занятия в Туркестанских библиотеках и музеях летом 1925 г.».

## Содержание произведения
В трактате рассказывается от начала основания Арка и его разрушения впоследствии различных политических событий и его восстановления в разные периоды; сообщается о бухарских правителях из династии Аштарханидов и Мангытов, во время которых были произведены постройки в Арке и прилегающей к нему территории.